# Tế bào cảm thụ màu
Tế bào cảm thụ màu là một loại tế bào của thị giác, nó có chức năng nhận tín hiệu từ các photon ánh sáng. Gửi tín hiệu này về não. Tại đây, não sẽ phân tích các đặc tính của ánh sáng gửi tới như bước sóng, tần số để từ đó cho ra loại màu tương ứng. Trong vùng ánh sáng khả kiến, ứng với mỗi tia sáng gửi đến mắt sẽ có một màu cụ thể, các tia sáng này sẽ giao thoa với nhau để cho ra các photon có sóng tổng hợp, khi đó các tế bào cảm thụ thị giác có nhiệm vụ cảm thụ các photon này, và gửi tín hiệu về não để não làm nhiệm vụ phân tích màu sắc theo cơ chế như trên. Và vì là tế bào cảm thụ màu sắc, nên các tế bào này chỉ có thể cảm thụ và nhận biết được các photon có bước sóng trong vùng ánh sáng khả kiến từ khoảng 360 nm đến 720 nm. Còn các sóng ánh sáng hồng ngoại hoặc tử ngoại thì các tế bào này không thể nhận biết được.